# 즐거운 주말, 당신과 함께
즐거운 주말, 당신과 함께는 TBN 경인교통방송(인천, 경기 FM 100.5MHz, 서해5도 FM 105.5MHz)에서 주말 오후 4시부터 5시 52분까지 방송했던 인천, 경기 지역의 라디오 가요 음악, 팝 음악 프로그램이다.

## 프로그램 소개
- 주말 오후 4시에 딱 어울리는 여러분의 단짝!! 4시의 음악과 여러 정보로 여러분과 함께 합니다~ 반가움의 소리는 문자로 보내주세요~^^

## 코너소개

### 주말 코너
- 청취자 여러분과 함께 - 여러분이 신청하신 노래 플레이 시간!

## 요일 코너

### 토요일
- 지금 우리동네는요!! - 우리 지역 주말 소식과 한 주간 있었던 특별하고 따뜻한 소식
- 추억의 주말의 명화 - 잊혀져 가는 추억의 영화음악을 보내드립니다!

### 일요일
- 지금 우리동네는요!! - 우리 지역 주말 소식과 한 주간 있었던 특별하고 따뜻한 소식
- 추억의 주말의 명화 - 잊혀져 가는 추억의 영화음악을 보내드립니다!
- 주말에도 안전 - 우리가 알아야할 안전, 재난 정보를 알려드립니다!